# PK-35 Vantaa
Il PK-35 Vantaa è una società calcistica finlandese con sede nella città di Vantaa. Nella stagione 2016 ha giocato nella Veikkausliiga, la massima divisione del campionato di calcio finlandese.

## Storia
La società fu fondata il 19 settembre 1935 a Viipuri come Viipurin Pallokerho (ViPK). Disputò le serie inferiori del campionato finlandese, arrivando in seconda serie nel 1939. Nel 1940 al termine della guerra russo-finlandese, Viipuri passò sotto il controllo dell'Unione Sovietica. Nel 1948 la società è stata riattivata ad Helsinki con la denominazione Pallokerho-35. Dopo aver giocato nelle serie inferiori il Pallokerho-35 venne promosso in Ykkönen al termine della stagione di Kakkonen 1996. L'anno seguente conquistò anche la promozione in Veikkausliiga per la prima volta, dopo aver sconfitto il TP-Seinäjoki nello spareggio promozione-retrocessione. La prima stagione in Veikkausliiga si concluse con un terzo posto a soli quattro punti di distanza dai campioni dell'Haka. Nello stesso anno riuscì a raggiungere la finale di Suomen Cup, dove fu però sconfitto per 3-2 dall'HJK. Nonostante le ottime prestazioni offerte dalla squadra nella stagione 1998, la società non disponeva dei fondi necessari per continuare ad alti livelli, così cedette il diritto di partecipazione alla Veikkausliiga alla neonata società dello Jokerit. Il Pallokerho-35 continuò nelle serie inferiori, risalendo in Kakkonen nel 2002 e venendo promosso in Ykkönen al termine della stagione 2004.
Nel 2009 avvenne il trasferimento da Helsinki a Vantaa e il cambio di denominazione in PK-35 Vantaa, con il mantenimento nella capitale del settore giovanile. Dopo aver disputato ininterrottamente la Ykkönen nel 2015 terminò il campionato al secondo posto a pari punti con il TPS, ma guadagnando l'accesso allo spareggio promozione-retrocessione grazie alla miglior differenza reti rispetto al TPS. Nello spareggio contro il KTP la gara di andata giocata a Vantaa terminò a reti inviolate, mentre nel ritorno a Kotka il PK-35 si impose per 3-2, conquistando la promozione in Veikkausliiga. La stagione 2016 si concluse con l'ultimo posto in classifica, sei punti di penalizzazione per non aver pagato determinate tasse o averle pagate in ritardo e la conseguente retrocessione in Ykkönen. Subito dopo la fine del campionato la società ha dichiarato il fallimento e la squadra non ha ottenuto la licenza di partecipazione al campionato di Ykkönen.

## Palmarès

### Competizioni nazionali
- Kakkonen: 3

1996, 2003, 2020

### Altri piazzamenti
- Campionato finlandese:

Terzo posto: 1998
- Suomen Cup:

Finalista: 1998
- Ykkönen:

Secondo posto: 2015